# Kékhátú pipra
A kékhátú pipra (Chiroxiphia pareola) a madarak osztályának verébalakúak (Passeriformes) rendjébe és a piprafélék (Pipridae) családjába tartozó faj.

## Rendszerezése
A fajt Carl von Linné svéd természettudós írta le  1766-ban, a Pipra  nembe Pipra pareola néven.

## Alfajai
- Chiroxiphia pareola atlantica Dalmas, 1900
- Chiroxiphia pareola napensis W. Miller, 1908
- Chiroxiphia pareola pareola (Linnaeus, 1766)
- Chiroxiphia pareola regina P. L. Sclater, 1856[2]

## Előfordulása
Dél-Amerika nagy részén, Bolívia, Brazília, Kolumbia, Ecuador, Francia Guyana, Guyana, Peru, Suriname, Trinidad és Tobago, valamint Venezuela területén honos. 
Természetes élőhelyei a szubtrópusi és trópusi síkvidéki esőerdők és lombhullató erdők. Állandó, nem vonuló faj.

## Megjelenése
Testhossza 13 centiméter, testtömege 17-21 gramm. A hím tollazata fekete, feje teteje piros, hátán virító kék köpeny található. A tojó tollazata zöldes. Lábai narancssárgák. A fiatal hím olajbogyó színű, de mutatja a halvány piros fejtető, és a halvány kék köpeny a hátán. 
|  |

## Életmódja
Gyümölcsökkel és rovarokkal táplálkozik.

## Szaporodása
Fészkét egy ágra készíti. Fészekalja 2 barna-fehér foltos tojásból áll, melyet a tojó költ ki 20 nap alatt.

## Természetvédelmi helyzete
Az elterjedési területe rendkívül nagy, egyedszáma pedig stabil. A Természetvédelmi Világszövetség Vörös listáján nem fenyegetett fajként szerepel.